# Memecylon tirunelvelicum
Memecylon tirunelvelicum är en tvåhjärtbladig växtart som beskrevs av Murugan, Manickam och Sundaresan. Memecylon tirunelvelicum ingår i släktet Memecylon och familjen Melastomataceae. Inga underarter finns listade i Catalogue of Life.